# Ricardo Wolf
Ricardo Wolf (né Richard Wolf ; 1887-1981) est un inventeur, homme politique, diplomate et philanthrope. Né en Allemagne, il a émigré à Cuba où il a fait fortune avant de devenir le représentant de ce pays en Israël.
Il a fondé la Fondation Wolf qui attribue chaque année le Prix Wolf à des artistes et scientifiques vivants d'envergure exceptionnelle.

## Biographie
Ricardo Wolf est né à Hanovre en Allemagne en 1887 dans une famille de 14 enfants. Son père, Moritz Wolf était un pilier de la communauté juive locale.
Avant la Première Guerre mondiale Wolf émigre à Cuba. Il se marie en 1924 avec Francisca Subirana, une championne de tennis des années 1920. Il travaille plusieurs années durant avec son frère Sigfried Wolf sur le développement d'un processus de récupération du fer à partir des résidus générés durant le processus de fusion. Le procédé, adopté par de nombreuses aciéries de par le monde a fait la fortune de Ricardo Wolf.
Wolf, qui est sioniste de gauche, soutient financièrement Fidel Castro pendant la Révolution cubaine . Ce dernier, après lui avoir proposé un poste de ministre des finances, qu'il refuse, le nomme, en 1961, ministre plénipotentiaire de Cuba en Israël. Il paye de sa poche l'ensemble des coûts de fonctionnement de la représentation diplomatique, ainsi qu'il l'avait promis à Castro. En 1973, Cuba rompt ses relations avec Israël. Ricardo Wolf doit renoncer à sa charge et s'installe définitivement en Israël.
Il a consacré ses dernières années à la fondation de la Fondation Wolf qui attribue annuellement depuis 1978 à des artistes et scientifiques vivants d'envergure exceptionnelle des prix dans six domaines : agriculture, chimie, mathématiques, médecine, physique et art.
Ricardo Wolf est mort en février 1981 dans sa maison de Herzliya en Israël.